# マリーナ・ワイスマン
マリーナ・ワイスマン(英: Malina Weissman, 2003年3月12日 - ）は、アメリカの女優、モデル。ニューヨークを活動の拠点にしている。Netflixのフィクションドラマシリーズ「レモニー・スニケットの世にも不幸なできごと」のヴァイオレット・ボードレール役、映画「ミュータント・タートルズ」の幼少期のエイプリル・オニール役、テレビドラマ「SUPERGIRL/スーパーガール」の幼少期のカーラ・ゾー＝エル役で知られている。

## キャリア

### モデル
8歳で活動を開始し、カルバンクライン、ラルフローレン、リーヴァイス、ベネトン、DNKY、H&Mなどを含む有名なブランドやデザイナーにモデルとして起用されてきた。

### 女優
メイベリン、マイリトルポニーなどのCMへの出演が、女優としてのキャリアのスタートとなった。
2014年に映画「ミュータント・タートルズ」で幼きエイプリル・オニールを演じ、スクリーンデビューを果たした。翌2015年に、テレビドラマシリーズ「スーパーガール」でメリッサ・ベノイスト演じるカーラ・ゾー＝エルの幼少期を演じた。2016年にはケヴィン・スペイシー、ジェニファー・ガーナーらが出演した映画「メン・イン・キャット」で物語のカギを握る人物であるレベッカ・ブランドを演じた。
2017年からは、Netflixのオリジナルドラマシリーズ「レモニー・スニケットの世にも不幸なできごと」において、メインキャラクターの一人であるヴァイオレット・ボードレールを演じている。

## フィルモグラフィー
| 公開年 | 邦題 原題                                             | 役名                           | 備考 |
| ------ | ----------------------------------------------------- | ------------------------------ | ---- |
| 2014   | ミュータント・タートルズ Teenage Mutant Ninja Turtles | エイプリル・オニール（幼少期） |      |
| 2016   | Thirsty                                               | Girl in Pink                   |      |
| 2016   | メン・イン・キャット Nine Lives                       | レベッカ・ブランド             |      |

| 公開年    | 邦題 原題                                                                 | 役名                         | 備考               |
| --------- | ------------------------------------------------------------------------- | ---------------------------- | ------------------ |
| 2015–2016 | Difficult People                                                          | Renee Epstein                | 二話出演           |
| 2015–2017 | スーパーガール Supergirl                                                  | カーラ・ゾー＝エル（幼少期） | 七話出演           |
| 2017–     | レモニー・スニケットの世にも不幸なできごと A Series of Unfortunate Events | ヴァイオレット・ボードレール | メインキャラクター |